# Hlavatce (district de Tábor)
Pour les articles homonymes, voir Hlavatce.
Hlavatce (en allemand : Hlawatetz) est une commune du district de Tábor, dans la région de Bohême-du-Sud, en République tchèque. Sa population s'élevait à 380 habitants en 2020.

## Géographie
Hlavatce se trouve à 14 km au sud-sud-ouest de Tábor, à 38 km au nord-nord-est de České Budějovice et à 88 km au sud-sud-est de Prague.
La commune est limitée par Skrýchov u Malšic et Želeč au nord, par Skalice et Soběslav à l'est, par Vlastiboř au sud et par Sudoměřice u Bechyně à l'ouest.

## Histoire
La première mention écrite du village date de 1250.